# عدد اکمن
عدد اکمن(به انگلیسی: Ekman number) یک عدد بدون بعد می‌باشد که در توصیف پدیده‌های ژئوفیزیکی اتمسفر هوا و اقیانوس ها کاربرد دارد.این عدد بیان گر نسبت نیروی ویسکوزیته سیال به نیروی کوریولیس( که از حرکت دوار سیارات ناشی می‌شود) می‌باشد .این عدد که با نماد (Ek) نشان داده می‌شود، به افتخار اقیانوس شناس سوئدی اکمن(به انگلیسی: Vagn Walfrid Ekman) نامگذاری شده‌است.

## رابطه
{\displaystyle Ek={\frac {\nu }{2D^{2}\Omega \sin \varphi }}}
که در آن ( D) مشخصه عمودی طول پدیده ،({\displaystyle \nu }) ویسکوزیته دینامیکی گردابی،({\displaystyle \Omega }) سرعت زاویه ای حرکت دوار سیاره ای و( φ )عرض جغرافیایی می‌باشد .عبارت (2 Ω sin φ) بیان‌کنندهٔ نیروی کوریولیس می‌باشد .